# Dudinka
Dudínka (in russo Дуди́нка?; in nenec Тут'ын, Tutꜧyn) è una città della Russia di 22 204 abitanti situata nel territorio di Krasnojarsk, sul lato destro del fiume Enisej alla foce dell'omonimo fiume. Fino al 2006 era il capoluogo del Circondario Autonomo del Tajmyr, oggi fuso nel territorio di Krasnojarsk. Rimane però a capo del distretto Tajmyrskij.
Fondata nel 1667, Dudinka è un importante porto, ben attrezzato ed accessibile anche alle navi di grosso tonnellaggio, anche se il movimento naviero è minimo (Il movimento medio è di 3 navi al mese). La città è collegata, con una piccola ferrovia, a Noril'sk ed è servita da un piccolo aeroporto, situato a 3 km di distanza. Attualmente, la linea ferroviaria non è più utilizzata per il trasporto passeggeri.
Nel 2001 il governo russo ha decretato Dudinka città chiusa, è vietato l'ingresso ai cittadini stranieri se non mediante un permesso speciale.

## Geografia fisica

### Territorio
La città è situata a 433 km dalla foce del fiume Enisej, in un territorio basso e paludoso. È servita da un porto stagionale sul mare di Kara, non agibile per molti mesi dell'anno a causa della rigidità del clima. Il centro abitato è situato alcune decine di chilometri a nord del circolo polare artico, non molto distante dalla città mineraria di Noril'sk. La foce delľ Enisej è all'estremità sud occidentale della penisola del Tajmyr, punto più settentrionale della Siberia continentale e appartenente al kraj di Krasnojarsk. La zona in cui la città è stata fondata ha una densità abitativa molto bassa (minore di un abitante per chilometro quadrato), dovuta all'ostilità del clima e del territorio. Infatti, giacendo la regione sul permafrost, la costruzione di edifici in muratura risulta più complessa. Nella zona sono ancora presenti, anche se in via di scomparsa, tribù nomadi.

### Clima
È molto rigido, di tipo subartico, con temperature invernali molto spesso sotto i -40 °C, anche se in estate il clima diventa piuttosto mite.
- Minima temperatura registrata: −56 °C
- Massima temperatura registrata: +33 °C
- Temperatura media a gennaio: −27 °C
- Temperatura media a luglio: +14 °C[6]

| Dudinka (1981-2010) Fonte:  | Mesi         | Mesi         | Mesi         | Mesi         | Mesi         | Mesi         | Mesi        | Mesi        | Mesi         | Mesi         | Mesi         | Mesi         | Stagioni | Stagioni | Stagioni | Stagioni | Anno  |
| Dudinka (1981-2010) Fonte:  | Gen          | Feb          | Mar          | Apr          | Mag          | Giu          | Lug         | Ago         | Set          | Ott          | Nov          | Dic          | Inv      | Pri      | Est      | Aut      | Anno  |
| --------------------------- | ------------ | ------------ | ------------ | ------------ | ------------ | ------------ | ----------- | ----------- | ------------ | ------------ | ------------ | ------------ | -------- | -------- | -------- | -------- | ----- |
| T. max. media (°C)          | −22,7        | −22,3        | −15,8        | −9,3         | −1,1         | 11,1         | 19,1        | 15,8        | 7,4          | −4,8         | −16,3        | −21,1        | −22,0    | −8,7     | 15,3     | −4,6     | −5,0  |
| T. media (°C)               | −26,9        | −26,6        | −21,2        | −15,1        | −5,0         | 6,7          | 13,8        | 11,2        | 4,0          | −7,9         | −20,5        | −25,1        | −26,2    | −13,8    | 10,6     | −8,1     | −9,4  |
| T. min. media (°C)          | −31,0        | −30,8        | −26,0        | −20,2        | −8,5         | 3,3          | 9,5         | 7,6         | 1,4          | −10,9        | −24,7        | −29,3        | −30,4    | −18,2    | 6,8      | −11,4    | −13,3 |
| T. max. assoluta (°C)       | −0,3 (2007)  | −0,6 (1980)  | 4,2 (1995)   | 8,8 (1997)   | 26,5 (2011)  | 31,2 (2002)  | 32,3 (1991) | 30,0 (1945) | 24,5 (2008)  | 12,3 (2009)  | 2,7 (1938)   | 0,7 (1969)   | 0,7      | 26,5     | 32,3     | 24,5     | 32,3  |
| T. min. assoluta (°C)       | −56,7 (1913) | −55,0 (1913) | −52,1 (1992) | −45,4 (1993) | −32,6 (1986) | −14,2 (1964) | −0,8 (1933) | −2,5 (1996) | −20,2 (1912) | −38,8 (1952) | −48,7 (2000) | −53,5 (1915) | −56,7    | −52,1    | −14,2    | −48,7    | −56,7 |
| Nuvolosità (okta al giorno) | 6,8          | 6,4          | 6,0          | 6,1          | 7,3          | 7,5          | 6,6         | 7,6         | 8,3          | 8,0          | 7,1          | 6,6          | 6,6      | 6,5      | 7,2      | 7,8      | 7,0   |
| Precipitazioni (mm)         | 44           | 38           | 34           | 30           | 30           | 37           | 44          | 59          | 50           | 59           | 46           | 48           | 130      | 94       | 140      | 155      | 519   |
| Giorni di pioggia           | 0,03         | 0,0          | 0,1          | 1,0          | 6,0          | 13,0         | 15,0        | 17,0        | 16,0         | 5,0          | 0,3          | 0,1          | 0,1      | 7,1      | 45,0     | 21,3     | 73,5  |
| Nevicate (cm)               | 54           | 65           | 69           | 70           | 62           | 6            | 0           | 0           | 0            | 12           | 32           | 45           | 164      | 201      | 6        | 44       | 415   |
| Giorni di neve              | 24           | 22           | 21           | 18           | 18           | 6            | 0,2         | 0,4         | 9,0          | 24,0         | 23,0         | 24,0         | 70,0     | 57,0     | 6,6      | 56,0     | 189,6 |
| Giorni di nebbia            | 1            | 1            | 0            | 1            | 2            | 2            | 1           | 1           | 1            | 1            | 0,4          | 0,4          | 2,4      | 3,0      | 4,0      | 2,4      | 11,8  |
| Umidità relativa media (%)  | 75           | 75           | 75           | 75           | 79           | 74           | 69          | 78          | 82           | 84           | 79           | 76           | 75,3     | 76,3     | 73,7     | 81,7     | 76,8  |
| Vento (direzione-m/s)       | S 5,0        | S 4,5        | E 4,7        | E 5,1        | E 5,2        | E 5,2        | N 5,1       | E 4,8       | E 5,0        | E 5,0        | E 4,5        | S 4,9        | 4,8      | 5,0      | 5,0      | 4,8      | 4,9   |

## Popolazione
La città, come tantissime altre città russe, dal crollo dell'Unione sovietica, ha sofferto di un forte calo di popolazione. È passata dai circa 30 000 abitanti tra gli anni '80 e '90 ai poco più di 20.000 registrati al censimento 2016.
| 1939   | 1959   | 1970   | 1979   | 1989   | 1996   | 2002   | 2008   | 2010   | 2016   | 2018   | 2020   |
| ------ | ------ | ------ | ------ | ------ | ------ | ------ | ------ | ------ | ------ | ------ | ------ |
| 13 900 | 16 300 | 19 700 | 24 800 | 32 300 | 33 700 | 25 132 | 24 382 | 23 923 | 21 978 | 21 015 | 20 804 |

## Galleria d'immagini

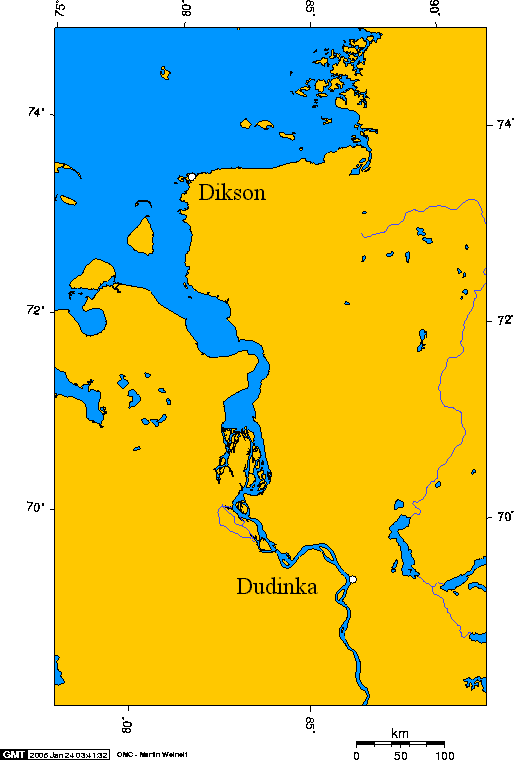
Posizione di Dudinka lungo l'Enisej
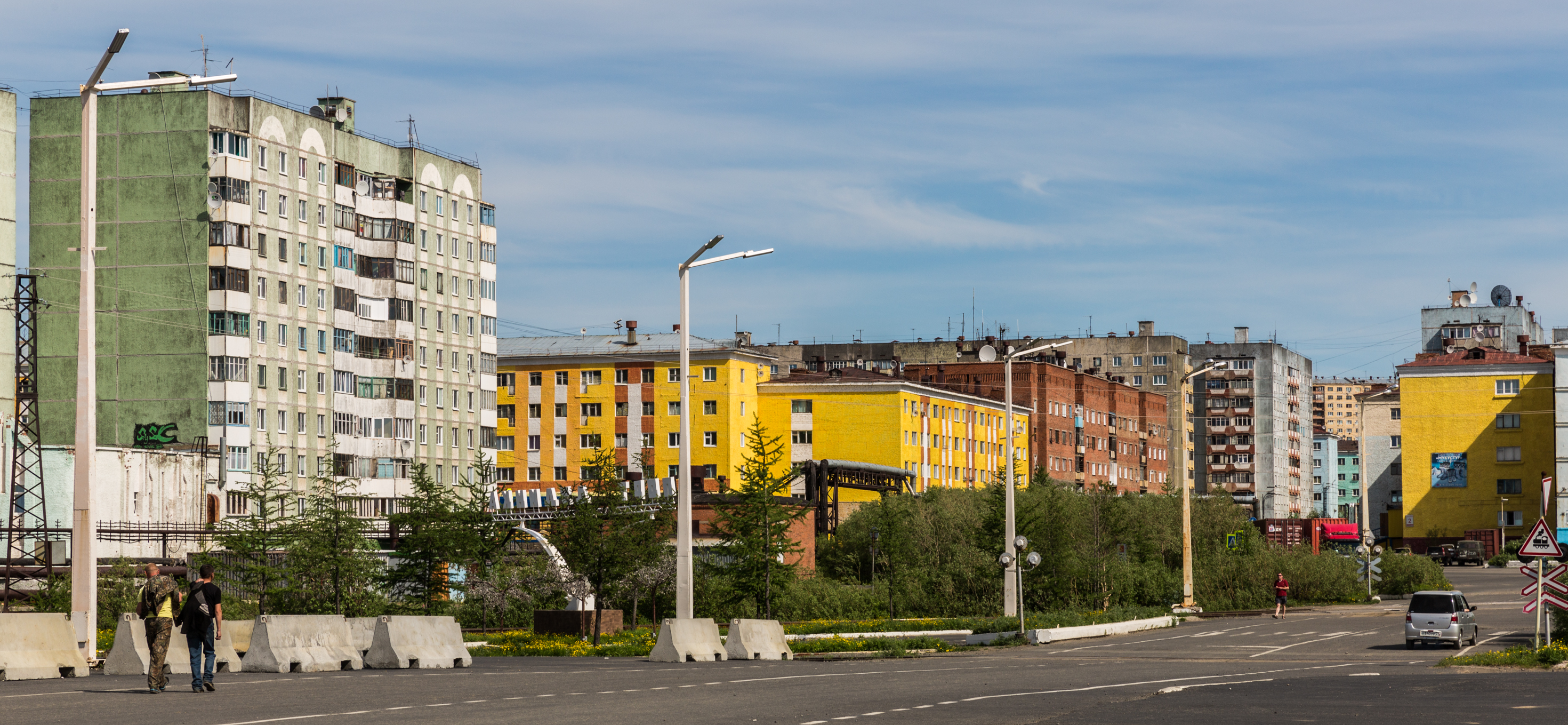
Prospettiva Veernaya
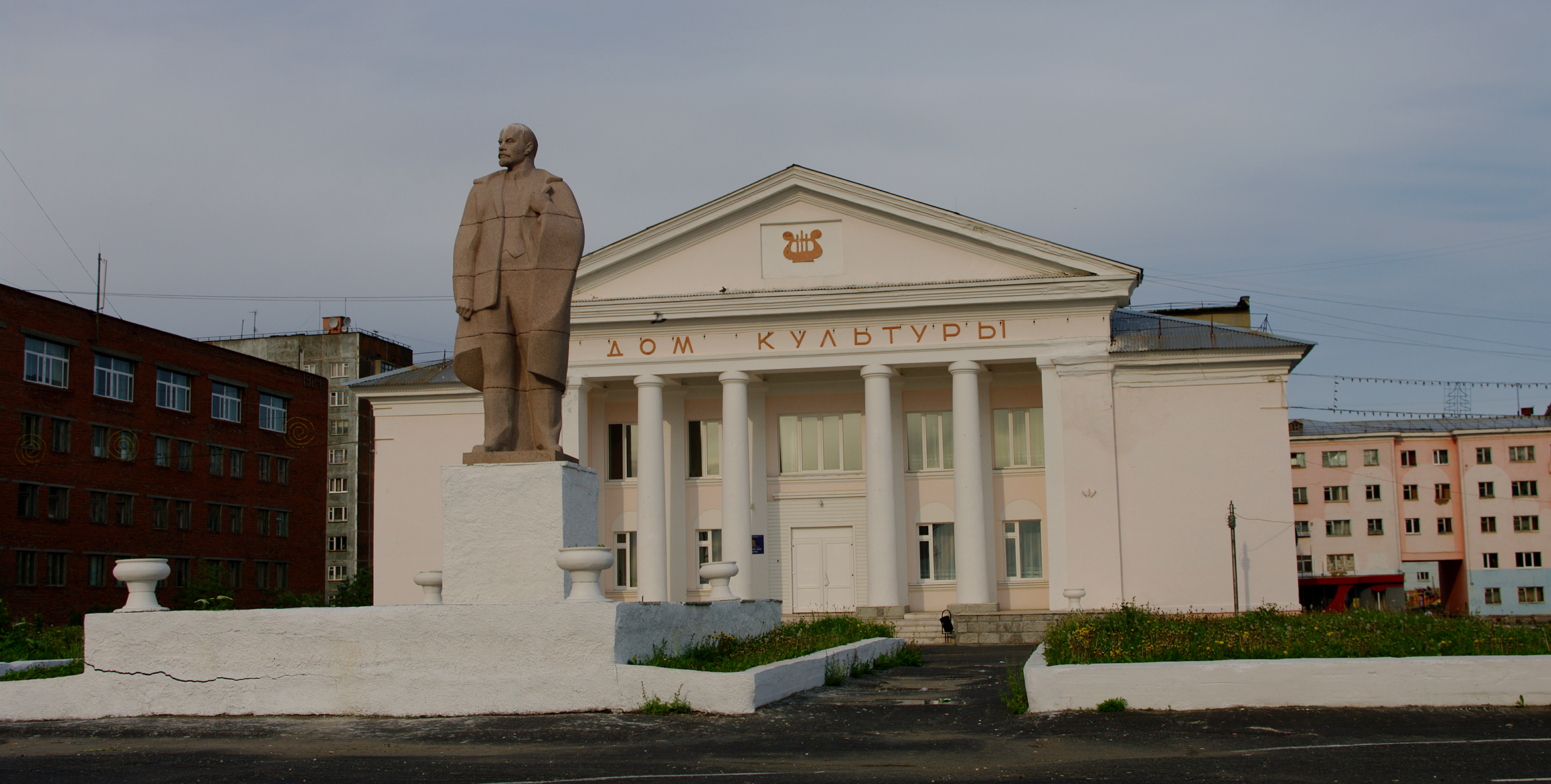
Monumento a Lenin nella piazza centrale
La chiesa ortodossa ed il porto della città
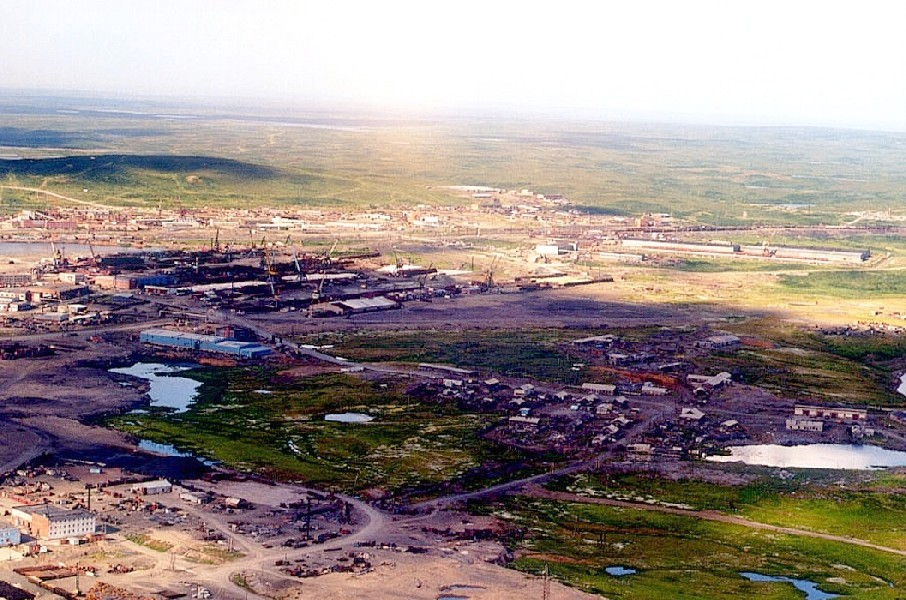
Veduta della città
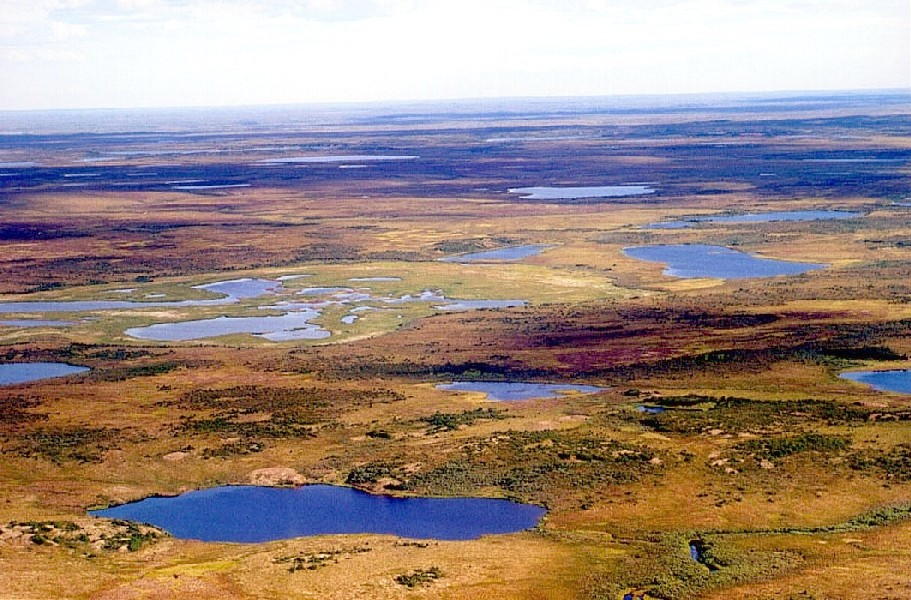
Paesaggio nei pressi di Dudinka
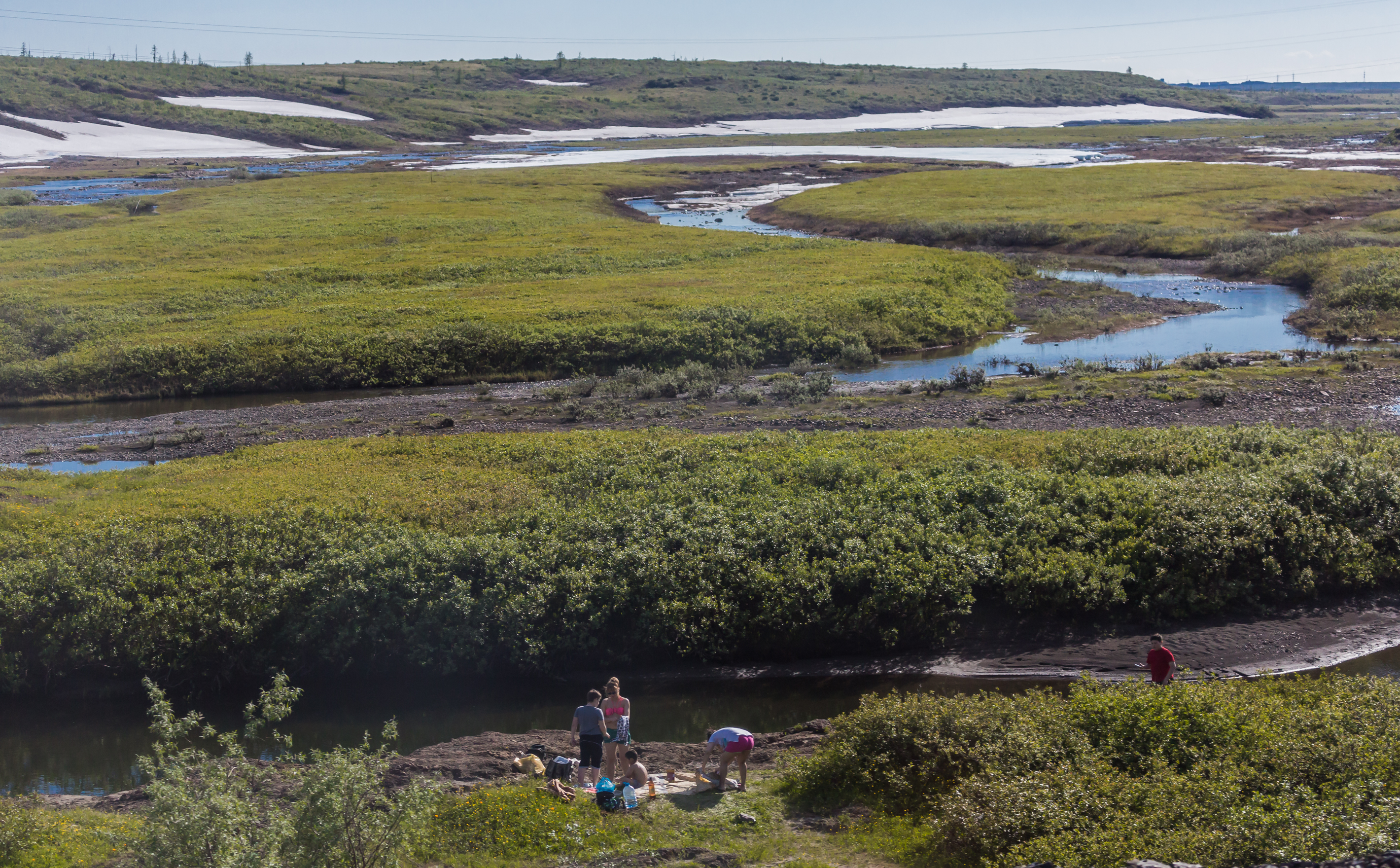
Paesaggio tra Dudinka e Noril'sk